# Kibertér
A kibertér (angol: cyberspace; magyarul, főként irodalmi művekben cybertér alakban is) számítógép-rendszerek és -hálózatok által alkotott metaforikus tér, amelyben elektronikus adatok tárolódnak és online adatforgalom, valamint kommunikáció zajlik.
A kifejezés a tudományos-fantasztikus irodalomból terjedt el, ahol rendszerint olyan absztrakt informatikai teret jelöl, amelyben a különféle rendszerek (pl. adatbázisok, az azok üzemeltető/védelmező megoldások, a mesterséges intelligenciák, illetve a köztük zajló interakciókat biztosító programok) sematikus, geometrikus 3D leképezésként érzékelhetők. Az egyes legális és illegális interakciók (pl. kommunikáció, adatcsere, támadások) általában ezeknek az alakzatoknak kölcsönös animációjaként jelennek meg. A térben a becsatlakozott felhasználók gyakran a valós megjelenésüktől erősen eltérő, egyedi formában (vagy alak nélkül) mozoghatnak.

## A kifejezés eredete
A cyberspace szót a cybernetics (kibernetika) és a space (tér) szavak összevonásával William Gibson tudományos-fantasztikus (sci-fi) szerző alkotta meg 1982-ben megjelent  "Burning Chrome" című novellájában és 1984-es Neurománc című regényében. Magyar nyelven először a Neurománc 1. kiadásában, 1992-ben bukkant fel cybertér (ejtsd: "szájbertér") alakban, a mű első hazai fordítója, Ajkay Örkény szóalkotásaként. Gibsontól származik a meatspace (a. m. hús-tér) kifejezés is, amelyet a kibertér ellentéteként használ a fizikai világ jelölésére.

## Kibertér a kultúrában
Az 1934-ben feltalált Bluebox technika révén már a filmkészítők tetszőleges helyszíneken tudták a szereplőket megjeleníteni, de itt még legfeljebb "álomvilágban" jártak, nem merült fel a virtuális valóság koncepciója. 
Victor Vasarely és Nicolas Schöffer által az 1960-as évektől az 1990-es évekig fejlesztett Optikai művészet az absztrakt terek és mozgás hatások bonyolultabb módozataival foglalkozik. A művek kivitelezésük folytán legalább annyira tartoznak a technika, mint a képzőművészet területére. 
A Tron, avagy a számítógép lázadása 1982-es amerikai sci-fi kalandfilm jelentős része egy kibertérben játszódik. A film számítógépes animációval mutatta be a kibertérben lévő versenypályát, ami akkoriban úttörő megvalósítás volt.
1989-1990 folyamán a számítógépes világhálózat vagyis Internet létrejött a kontinensek összekapcsolásával és a magáncélú Internethasználat bevezetésével. Az Interneten elérhető nyitott csatornák, felületek, szolgáltatások és tárhelyek a Protokollok  által szabályozva sok interakcióra adnak lehetőséget.